# Südafrikanisches Stachelschwein
Das Südafrikanische Stachelschwein (Hystrix africaeaustralis) ist eine Art der Stachelschweine. Es ist das größte Stachelschwein und damit auch das größte Nagetier Afrikas, wie andere Stachelschweine ist es durch die langen zu Stacheln umgebildeten Haare geprägt. Das Verbreitungsgebiet erstreckt sich über große Teile des südlichen Afrikas, wo es vor allem in Savannen- und Halbwüstengebieten lebt, jedoch auch in landwirtschaftlich genutzten Flächen vorkommt. Die Tiere leben in Familiengruppen in Erdbauen und ernähren sich von Wurzeln, Knollen und anderen Pflanzenteilen.

## Merkmale
Das Südafrikanische Stachelschwein ist das größte Nagetier Afrikas und hat eine Kopf-Rumpf-Länge von 63 bis 80 Zentimeter mit einem Schwanz von 10,5 bis 13 Zentimetern Länge. Die Tiere wiegen etwa 10 bis maximal 24 Kilogramm, wobei die Weibchen deutlich schwerer werden als die Männchen (bis maximal 18 Kilogramm). Ein darüber hinausgehender ausgeprägter Sexualdimorphismus ist nicht vorhanden, die Männchen und Weibchen unterscheiden sich äußerlich also nicht. Die Hinterfußlänge beträgt 89 bis 102 Millimeter, die Ohrlänge 39 bis 41 Millimeter.
Die Tiere sind stämmig gebaut, mit relativ kurzen Beinen und kurzen, im Stachelkleid versteckten Schwänzen. Auf dem Kopf befinden sich kurze, braune Borsten sowie dicke, bewegliche Vibrissen. Die Augen sind klein und liegen weit hinten am Kopf, die Ohren sind unauffällig. Der Körper ist wie bei allen Stachelschweinen mit einem typischen Stachelkleid aus umgewandelten Haaren bedeckt. Es besteht aus borstigen Haaren, langen Stacheln (bis zu 50 cm lang), kräftigen Verteidigungsstacheln (bis zu 30 cm lang) und abgeflachten, borstigen Haaren.
Von dem Gewöhnlichen Stachelschwein (Hystrix cristata) unterscheidet sich das Südafrikanische Stachelschwein neben der Gesamtgröße vor allem durch die Größe der Schwanzquaste und die Färbung des Stachelkleides. Die Stachelfärbung des Rumpfes erscheint mehr weiß als schwarz und die Unterseite der Schwanzquaste ist weiß.
Die Weibchen haben im Thoraxbereich zwei bis drei Paar Zitzen, im Lendenbereich keine. Das Genom des Südafrikanischen Stachelschweins besteht ebenso wie das des Gewöhnlichen Stachelschweins aus 2n = 66 Chromosomen.

## Verbreitung

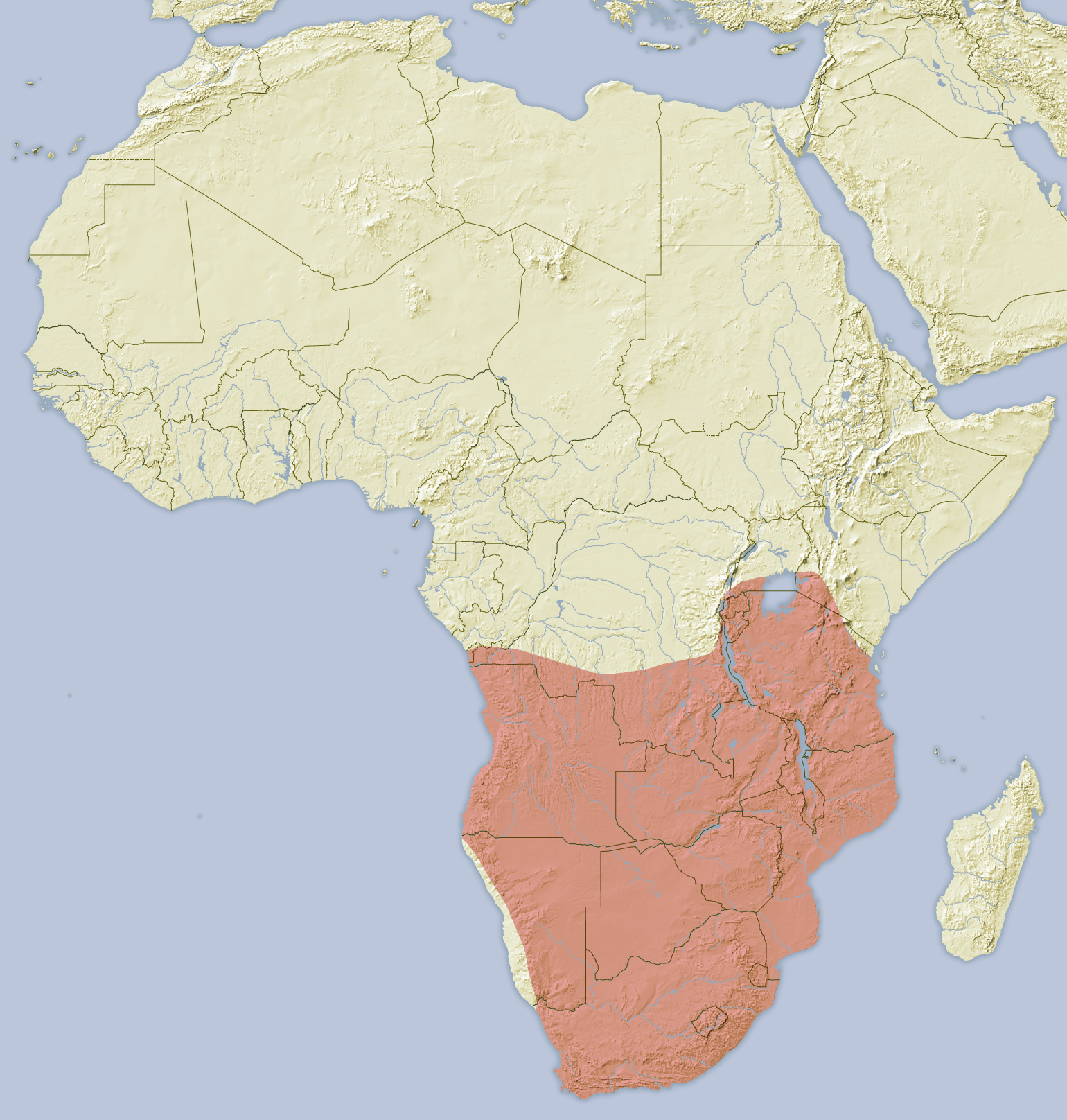
Verbreitungsgebiet des Südafrikanischen Stachelschweins

Das Südafrikanische Stachelschwein ist über ein großes Gebiet im südlichen Afrika verbreitet. Sein Verbreitungsgebiet reicht von Kenia und dem südlichen Uganda über Ruanda, den Südosten der Demokratischen Republik Kongo, Angola, Sambia, Malawi und Mosambik bis nach Südafrika, wobei es in Zentral-Botswana fehlt. Dabei kann es von Meeresniveau bis in Höhen von über 2.000 m vorkommen. Ob die Art zudem auf der Insel Sansibar vorkommt, ist strittig. Am nordöstlichen Rand des Verbreitungsgebietes in Tansania in Ostafrika kommt es teilweise sympatrisch mit dem Gewöhnlichen Stachelschwein (Hystrix cristata) vor.
Der Lebensraum des Südafrikanischen Stachelschweins besteht aus Gebieten der Savanne, Halbwüsten und Geröllflächen sowie bewaldeten Regionen. Sumpfgebiete, Feuchtwälder sowie vegetationslose Wüstengebiete werden dagegen gemieden. Aufgrund ihrer Lebensweise bevorzugen sie Burkea-Savannen, sie kommen zudem im Bereich landwirtschaftlich genutzter Flächen und in Forstplantagen vor.

## Lebensweise
Das Südafrikanische Stachelschwein ist nachtaktiv und bodenlebend. Während des Tages halten sich die Tiere ruhend in Höhlungen, Spalten oder gegrabenen Bauen auf. Die Tiere sind gute Gräber und legen entweder eigene Baue an oder übernehmen verlassene Baue anderer Tiere, etwa die des Erdferkels (Orycteropus afer). Die Baue können komplex mit mehreren Kammern aufgebaut sein. Die Südafrikanischen Stachelschweine leben in monogamen Paaren und bilden in der Regel gemeinsam mit ihren Jungtieren Familiengruppen, mit denen sie in gemeinsamen Bauen leben. Die Weibchen werden dabei frühestens nach einem gemeinsamen Zusammenleben mit dem Partner von etwa 90 bis 100 Tagen trächtig. Bei der Nahrungssuche können sich die Gruppen trennen. Die Familiengruppen können relativ groß werden und es wurden bis zu maximal 14 Individuen in einem Bau gefunden, die aus mindestens zwei Paaren mit Jungtieren bestanden. Die Jungtiere verlassen die Eltern nach dem Erreichen der Geschlechtsreife, wenn genügend Platz und Nahrungsressourcen verfügbar sind. Sind diese limitiert, bleiben sie bei den Eltern, werden jedoch nicht sexuell aktiv.
Der Aktivitätsradius der Tiere ist sehr groß. Für die Burkea-Savanne in Südafrika wurden durchschnittliche Territoriumsgrößen im Sommer von 215 Hektar ermittelt, wobei besonders das Kerngebiet mit einer Größe von etwa 80 Hektar intensiv genutzt wird. Im Winter sind die Territorien kleiner mit einem Gesamtgebiet von etwa 142 Hektar und einem Kernareal von 55 Hektar. Die Territorien benachbarten Familiengruppen überlappen vor allem im Winter, wobei die Kerngebiete allerdings exklusiv von einer Familiengruppe genutzt werden. Bei Tieren, die in landwirtschaftlich genutzten Flächen leben, sind die Reviere größer und unterscheiden sich nicht nach Jahreszeit. Die Individuen markieren ihre engeren Reviergrenzen wahrscheinlich durch Duftmarken innerhalb des Gesamtgebietes. Innerhalb des Kerngebiets bewohnen die Tiere einen bis drei Bausysteme.
Die Kommunikation innerhalb der Art erfolgt über verschiedene Pfiffe und schweineartige Grunzlaute. Innerhalb der Familiengruppe kommt es zu regelmäßigem Bindungsverhalten, etwa durch Grooming oder das Aneinanderkuscheln der Tiere.

### Ernährung und ökologische Wirkung

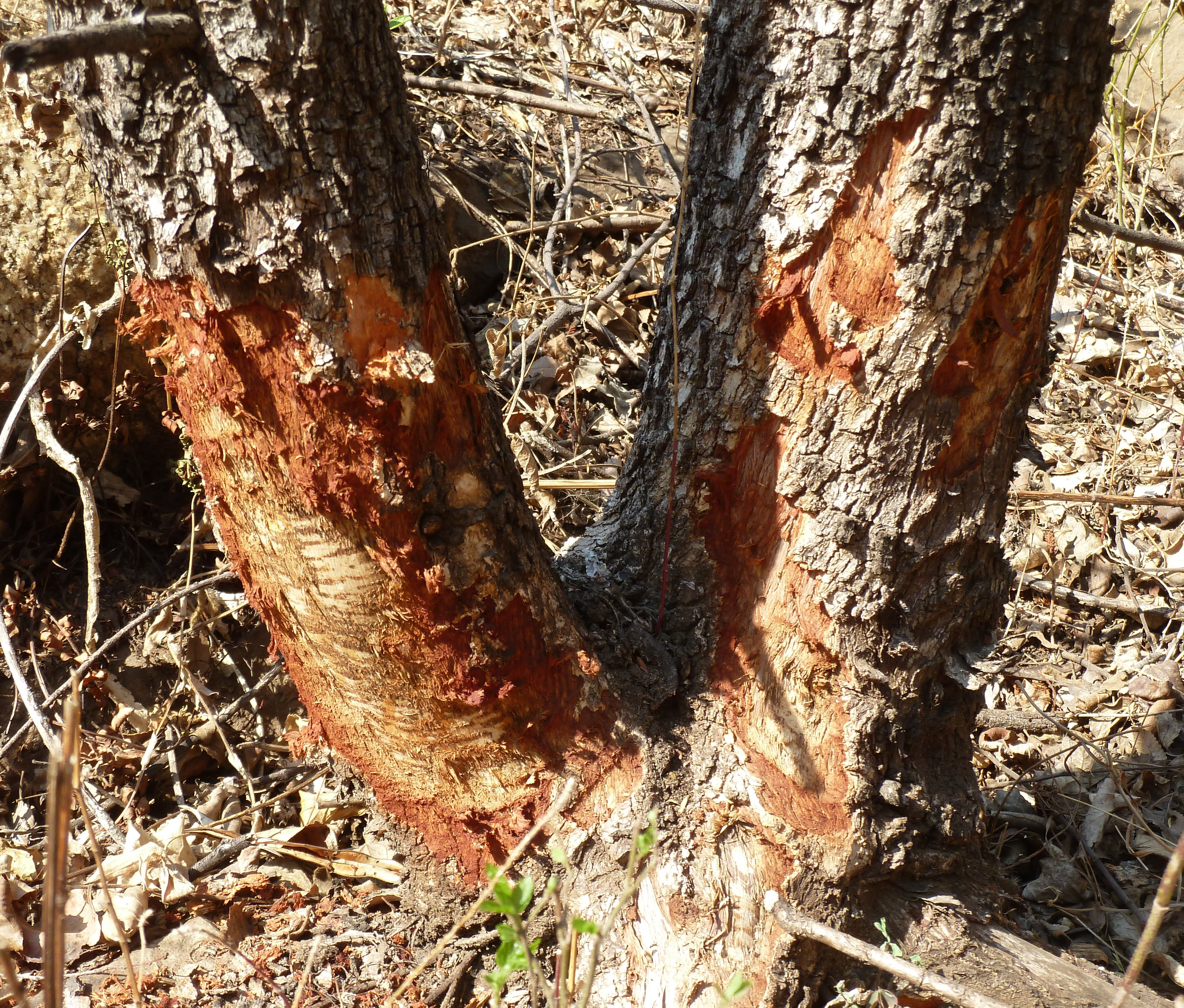
Fraßspuren des Südafrikanischen Stachelschweins am Stamm von Ziziphus mucronata

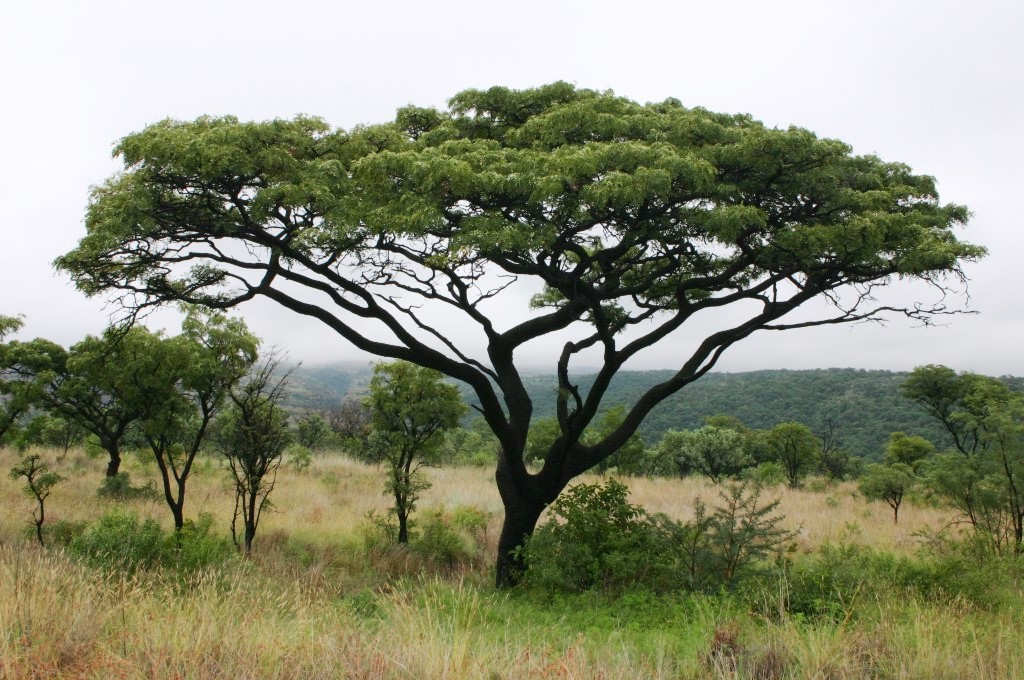
Burkea africana – die Südafrikanischen Stachelschweine nagen an der Rinde der jungen Bäume und verhindern so deren Ausbreitung.

Es ist omnivor und ernährt sich vor allem von Wurzeln und Knollen, Rinden, Knospen, Beeren und anderen Früchten sowie jungen Trieben und Sprossen. Sie suchen ihre Nahrung am Boden und graben nach Wurzeln und Knollen, wodurch sie vor allem in landwirtschaftlichen und forstlichen Anpflanzungen größere Schäden verursachen können. Die Grabaktivität bricht jedoch auch den harten Savannenboden auf und ermöglicht es so, dass Samen und Sprösslinge sich besser entwickeln können. Dadurch kommt es in Gebieten, in denen Stachelschweine oder andere stark grabende Tiere wie das Erdferkel oder der Löffelhund (Otocyon megalotis) leben, zu einer deutlich erhöhten Biodiversität unter den Pflanzen als in Gebieten, in denen diese Arten fehlen. Stachelschweine fressen zudem gern die Rinde von Bäumen, vor allem von Burkea africana und Dombeya rotundifolia, die dadurch anfälliger für Pilze und für Savannenfeuer werden. Gemeinsam mit den Savannenfeuern reduzieren die Tiere so vor allem die Ausbreitung der Burkea-Bestände und deren Reife, da die Bäume und Gebüsche meist bereits früh absterben. Da die Tiere dagegen nur selten die Stämme von Akazien benagen oder entrinden, können sich diese deutlich besser ausbreiten und auch in Gebiete vordringen, in denen die Burkea-Bestände zerstört wurden. Auf diese Weise haben Stachelschweine einen deutlichen Effekt auf die Ökologie ihres Lebensraumes und auf die Sukzession der Pflanzengesellschaften.
An heißeren Tagen reduzieren die Tiere die aufgenommene Nahrungsmenge, an kalten Tagen wird diese jedoch erhöht und in Gefangenschaft gehaltene Tiere fressen deutlich mehr im Winter mit niedrigen Temperaturen und kurzen Tagen als im Sommer. Dies ermöglicht es den Tieren, auch in kalten Zeiten aktiv zu sein.

### Fortpflanzung und Entwicklung
Innerhalb der Familiengruppe findet die Verpaarung der Südafrikanischen Stachelschweine nur zwischen den monogamen Elterntieren statt. Bei den teilweise auch bereits geschlechtsreifen Jungtieren der Gruppe kommt es zu einer sexuellen Unterdrückung und sie reproduzieren sich entsprechend nicht, solang sie die Familie nicht verlassen. Die Fortpflanzungszeit variiert regional, in Südafrika werden die vor allem im südafrikanischen Frühjahr und Sommer zwischen August und März mit einem Höhepunkt im Januar geboren. Dabei sind die 88 bis 95 % der Weibchen im Alter von mehr als 24 Monaten reproduktiv, bei den jüngeren Weibchen zwischen 12 und 24 Monaten sind es etwa 63 bis 88 % und Weibchen unter 12 Monaten bekommen nur sehr selten Junge. Der Sexualzyklus und damit die fruchtbare Zeit dauert bei den Weibchen etwa 35 Tage an, gefangene Stachelschweine aus Südafrika sind mehrfach im Jahr fruchtbar (polyöstrisch). Die Tragzeit dauert 93 bis 94 Tage, der Wurf besteht aus einem bis drei und durchschnittlich 1,5 Jungtieren. Bei einer Untersuchung von 165 Würfen bekamen die Weibchen in 58 % der Fälle ein einzelnes Jungtier, in 32 % der der Fälle zwei und in 10 % drei Jungtiere. Zwischen den Würfen einzelner Muttertiere liegen im Durchschnitt etwa 385 Tage, es kommt also nur ein Wurf pro Jahr und Mutter vor.
Das Geburtsgewicht beträgt 300 bis 440 Gramm und liegt bei durchschnittlich 2 % des Gewichtes des Muttertieres, das Gesamtgewicht der Jungtiere gemeinsam mit der Nabelschnur und Plazenta beträgt durchschnittlich etwa 10 % des mütterlichen Gewichtes. Bei der Geburt sind die Jungtiere bereits relativ weit entwickelt mit weichen Stacheln und bereits geöffneten Augen. Sie werden an den Zitzen gesäugt, die sich an den Thoraxseiten befinden; die Laktation erfolgt für etwa 100 Tage an, kann jedoch bis mehr als 160 Tage andauern. Die Jungen verbleiben für den für Nagetiere relativ langen Zeitraum von etwa sieben bis neun Wochen in den Bauen und verlassen diese erst, wenn die Stacheln ausgehärtet sind. Das Wachstum findet sehr gleichmäßig über die ersten 52 Wochen statt, bis die Tiere ein Gewicht von 11 bis 12 Kilogramm erreicht haben, danach nimmt die Wachstumsrate etwas ab, bis sie das Erwachsenengewicht erreichen. Die Geschlechtsreife erreichen sie in der Regel zwischen 12 und 24 Monaten. Die Männchen leben gemeinsam mit den Muttertieren und den Jungtieren im Bau und begleiten und beschützen diese, wenn sie den Bau zur Nahrungssuche verlassen.
Über die Altersstruktur der Populationen liegen nur wenige Daten vor und einer Forschungsarbeit aus dem nördlichen Südafrika folgend verändert sich diese innerhalb kurzer Zeit auch merklich abhängig von der Geburtenanzahl im jeweiligen Jahr und der Verteilung der Geburten über das Jahr. Der Anteil der ausgewachsenen Tiere älter als 24 Monate betrug in dieser Studie zwischen 30 und 50 % der Tiere, Tiere zwischen 6 und 12 Monaten und zwischen 12 und 24 Monaten stellten je etwa 10 bis 25 % und die Jungtiere bis zum Alter von 6 Monaten 20 bis 40 % des Gesamtbestandes dar. Die Überlebensrate der Jungtiere für das erste Lebensjahr betrug der zweijährigen Untersuchung folgend 33 bis 46 %.

### Fressfeinde und Parasiten
Zu den Fressfeinden der Südafrikanischen Stachelschweine gehören vor allem größere Raubtiere wie Großkatzen und Hyänen, obwohl sie diesen gegenüber durch ihre Stacheln und ihr Verhalten vergleichsweise gut geschützt sind. Als Parasiten sind zahlreiche Arten von Zecken, Milben und Flöhen dokumentiert.

## Systematik

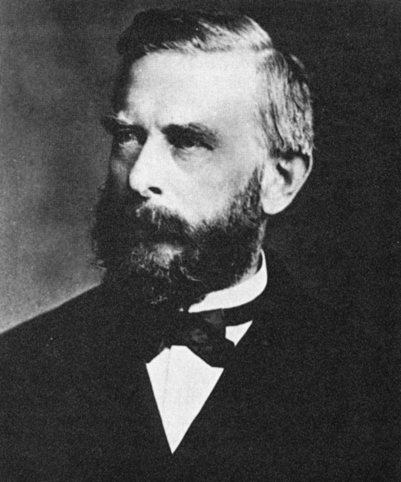
Wilhelm Peters, Erstbeschreiber des Südafrikanischen Stachelschweins

Das Südafrikanische Stachelschwein wird als eigenständige Art innerhalb der Gattung der Eigentlichen Stachelschweine (Hystrix) eingeordnet, die aus 8 Arten in Afrika und Süd- bis Südostasien besteht. Die wissenschaftliche Erstbeschreibung stammt von dem deutschen Naturforscher Wilhelm Peters aus dem Jahr 1852, der die Art anhand von Individuen aus dem Norden von Mosambik an der Küste von Querimba und in Tete beschrieb. Die genaue Typlokalität ist dabei unbekannt, sie wird mit ca. 10°30' bis 12°00' Süd und 40°30' Ost auf Meeresspiegelniveau angegeben. Peters sammelte die Typusexemplare bei einer Forschungsreise in dem Land und beschrieb die Art in der mehrbändigen Monografie Naturwissenschaftliche Reise nach Mossambique, auf Befehl seiner Majestät des Königs Friedrich Wilhelm IV. in den Jahren 1842 bis 1848 ausgeführt. Synonyme sind Hystrix capensis Grill, 1860 sowie Hystrix stegmanni Müller, 1910.
Innerhalb der Art werden neben der Nominatform aktuell keine weiteren Unterarten unterschieden. In der Literatur sind bis zu drei Unterarten genannt, die jedoch nach aktuellem Stand nicht valide sind: H.  africaeaustralis  africaeaustralis als Nominatform sowie H.  africaeaustralis prittwitzi Müller, 1910 und H. africaeaustralis zuluensis Roberts, 1936.

## Fossilstatus
Die Gattung Hystrix ist in Afrika fossil seit dem späten Miozän nachgewiesen. Fossilien, die wahrscheinlich dem Südafrikanischen Stachelschwein zugeordnet werden können, stammen aus dem Pliozän und dem Pleistozän aus Fossillagerstätten in Makapansgat, Sterkfontein, Swartkrans und Kromdraai A. Weitere Fossilien sind bekannt aus der Wonderwerk-Höhle im Distrikt Kuruman in Südafrika.

## Status und Schutz
Das Südafrikanische Stachelschwein wird von der International Union for Conservation of Nature and Natural Resources (IUCN) als „nicht gefährdet“ (least concern) eingeordnet. Begründet wird dies mit dem großen Verbreitungsgebiet, den angenommenen hohen Bestandszahlen und dem Vorkommen in zahlreichen Schutzgebieten sowie der Anpassungsfähigkeit an Lebensraumveränderungen. Die Tiere sind wie das Gewöhnliche Stachelschwein eher selten und fleckenartig verbreitet, sie sind jedoch regelmäßig anzutreffen und der Gesamtbestand wird als stabil eingeschätzt. Potenzielle Gefährdungsursachen für die Bestände sind nicht bekannt.
Nach Angaben der IUCN haben Stachelschweine im südlichen Afrika von der landwirtschaftlichen Entwicklung profitiert und gelten aufgrund ihrer Ernährungsgewohnheiten regional als landwirtschaftliche Schädlinge, vor allem in Gebieten, in denen Wurzel- und Knollenfrüchte, Kartoffeln, Erdnüsse und Mais angebaut werden. Daneben sind sie bekannt dafür, an Bäumen die Rinde des Stammes abzunagen, wodurch diese anfälliger für Pilzinfektionen werden.
In ihren Verbreitungsgebieten werden Stachelschweine gelegentlich von Menschen als Fleischquelle gejagt, ihre Stacheln werden als Zierelemente genutzt.

## Belege
1. 1 2 3 4 5 6  
Erika L. Barthelmess: Hystrix africaeaustralis. In: Mammalian Species. Band 788, 2006, S. 1–7 (Online [PDF; 365 kB; abgerufen am 9. September 2021]).
2. 1 2 3 4 5 6 7 8 9 10 11 12 13 14 15 16 17 18  
D.C.D. Happold: Hystrix africaeaustralis, Cape Crested Porcupine (Cape Porcupines). In: Jonathan Kingdon, David Happold, Michael Hoffmann, Thomas Butynski, Meredith Happold und Jan Kalina (Hrsg.): Mammals of Africa Volume III. Rodents, Hares and Rabbits. Bloomsbury, London 2013, S. 676–678; ISBN 978-1-4081-2253-2.
3. 1 2 3 4 5  
Hystrix africaeaustralis in der Roten Liste gefährdeter Arten der IUCN 2015.3. Eingestellt von: P. Grubb, 2008. Abgerufen am 4. November 2015.
4. 1 2  R. J. van Aarde: Demography of a Cape porcupine, Hystrix africaeaustralis, population. Journal of Zoology 213 (2), Oktober 1987; S. 205–212. doi:10.1111/j.1469-7998.1987.tb03694.x
5. 1 2 3  
Hystrix africaeaustralis (Memento des Originals vom 2. Januar 2016 im Internet Archive)  Info: Der Archivlink wurde automatisch eingesetzt und noch nicht geprüft. Bitte prüfe Original- und Archivlink gemäß Anleitung und entferne dann diesen Hinweis.. In: Don E. Wilson, DeeAnn M. Reeder (Hrsg.): Mammal Species of the World. A taxonomic and geographic Reference. 2 Bände. 3. Auflage. Johns Hopkins University Press, Baltimore MD 2005, ISBN 0-8018-8221-4.